# Apateu
Apateu is een Roemeense gemeente in het district Arad.
Apateu telt 3620 inwoners.